# 土地乡 (重庆市)
土地乡，是中华人民共和国重庆市武隆区下辖的一个乡镇级行政单位。

## 行政区划
土地乡下辖以下地区：
沿河村、小岩村、天生村和六井村。